# انسحاب شفشاون
كان انسحاب شِفشاون حلقةٌ من حرب الريف التي وقعت في نهاية عام 1924 وقد انسحبت القوات الإسبانية من هذه المدينة. هذه الحلقة العسكرية هي جزءٌ من انسحاب استراتيجيةٍ للجيش الإسباني، انسحب بناءً على أوامر من الديكتاتور ميغيل بريمو دي ريفيرا، في المنطقة الغربية من المغرب على ما يُسمى خط النجوم، ومن تم تقليل المجال الذي يمارس على المحمية إلى قطاع واحد الساحلي وترك الداخل.
حُصرت مدينة شفشاون ولم تتمكن إسبانيا من الانسحاب من تلقاءِ نفسها، لذلك جاءت ثلاثة عُمد من الجيش الإسباني لمُساعدتهم من تطوان والعرائش، والتي تمكَّنت من كسر السياج وبعد الدخول للمدينة والانضمام إليها، بدأت القوات المُتمركزة هُناك المسيرة في الاتجاه المعاكس باتجاه تطوان. نُفِّذت العملية بصُعوباتٍ كبيرة بسبب المُضايقات المُستمرة لقوات الريف، حيث خَسِر الجيش الإسباني حوالي 2000 شخصًا. كان أحد الضباط الذين شاركوا في العمل هو المقدم فرانثيسكو فرانكو الذي أُرقيَ إلى العقيد بسبب المزايا المُتعاقد عليها معهُ. مُباشرة بعد الانسحاب، احتلَّ محمد بن عبد الكريم الخطابي البلدة وأتباعه الذين أخذوا سجين أحمد الريسوني. استمرَّ احتلال عبد الكريم أقل من عامين، لأنه في أغسطس 1926 وبعد هزيمة الحُسيمة، أعادت القوات الإسبانية احتلال المدينة التي احتفظت بها في السُّلطة حتى استقلال المغرب سنة 1956.